# Tandy MC-10
Tandy MC-10 (TRS-80 MC-10) — микрокомпьютер линейки домашних компьютеров серии TRS-80. В отличие от других моделей фирмы Tandy конструктивно Tandy MC-10 характерен миниатюрностью 5×17×21 см (MC от слов MICRO и COLOR). Иногда Tandy MC-10 путают с профессиональным Tandy 10 (на процессоре 8080 с ценой $9995). Tandy MC-10 производился с конца 1983 года и продавался в сети магазинов RadioShack за $119.95. 
Он был разработан как низкоценовая альтернатива компьютеру Tandy TRS-80 Color Computer (что стоил $399) для конкуренции с машинами начального уровня (Commodore VIC-20, Sinclair ZX81, Mattel Aquarius), которых Tandy MC-10 превосходил более удобной клавиатурой и наличием цвета. Но в конце 1983 года в США спрос на домашние компьютеры такого уровня сократился, а цены резко упали. Несмотря на лучшие параметры Tandy MC-10 за $120 не смог конкурировать против ZX81 с ценой в $50 и гораздо большим объёмом программ и его производство было  прекращено в июне 1984 года.

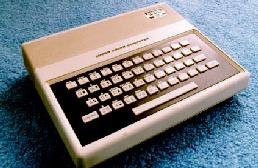
Компьютер Tandy MC-10

Более успешным стал европейский клон Tandy MC-10 Alice, точнее две его последующие версии с большей памятью и полноценной графикой (Alice 32 и Alice 90), разработанные и выпускаемые во Франции совместно фирмами Tandy, Матра и Hachette.

## Технические характеристики
- Процессор: Motorola 6803 0.89 МГц
- Память: 4 Кб ОЗУ (4+16= 20 Кб с картриджем ОЗУ), 8 Кб ПЗУ
- Экран (текст): 32*16, 8 цветов
- Экран (графика): 64*32 псевдо графика, 8 цветов
- Звук: одноканальный программный
- Интерфейсы: слот расширения, разъём кассетного магнитофона (5 контактов DIN), RS232-порт (5 контактов DIN), выход модулятора
- Клавиатура: 48 симв.клавиш + SHIFT, CTRL, ENTER, BREAK.
- Вес: 836 грамм.